# Большая (Ильинское сельское поселение)
Большая — деревня в Харовском районе Вологодской области.
Входит в состав Ильинского сельского поселения, с точки зрения административно-территориального деления — в Ильинский сельсовет.
Расстояние по автодороге до районного центра Харовска — 28 км, до центра муниципального образования Семенихи — 3 км. Ближайшие населённые пункты — Куричиха, Миловская, Ивановская.
По переписи 2002 года население — 3 человека.